# Corsa nigrinotata
Corsa nigrinotata là một loài bướm đêm trong họ Noctuidae.